# César Conto
César Conto Ferrer (Quibdó, Chocó, 18 de enero de 1836-Ciudad de Guatemala, Guatemala, 30 de junio de 1891) fue un político y poeta colombiano.

## Biografía
Miembro de una connotada familia caleña, estudió en el Colegio Santa Librada de esta ciudad y obtuvo el título de abogado en la Universidad del Rosario y se convirtió en seguidor del Partido Liberal, particularmente del sector radical que lideraba Manuel Murillo Toro; participó de la guerra civil de 1860, fue fiscal del Tribunal de Occidente en Cali en 1862, presidente de la Cámara de Diputados del Cauca en 1863, al año siguiente secretario de Hacienda del Cauca y dos años después de Gobierno, Representante al Congreso Nacional entre 1864 y 1869, presidente de la Asamblea Estatal en 1869 y superintendente del camino de Buenaventura en 1870. También fue Secretario (Ministro) del Tesoro entre 1871 y 1872 y magistrado de la Corte Suprema de Justicia entre 1872 y 1875. Entre 1875 y 1876 fue Segundo Designado Presidencial.
En 1876 se convierte en presidente del Estado de Cauca debido a una forzada alianza entre el sector radical que lideraba y el sector mosquerista, para evitar la llegada al poder de los conservadores liderados por Carlos Albán. Conto se enfrentó con los otros líderes liberales como Julián Trujillo debido al extremismo de sus ideas. 
Durante su gobierno inició la persecución política de los conservadores, por quienes sentía un profundo resentimiento y en 1876 se enfrentó al alzamiento conservador. Estuvo muy comprometido con los conflictos educativos que desembocaron en la Guerra Civil de 1876-1877.
En 1877 manipuló las elecciones para convertir a su secretario Modesto Garcés en su sucesor en la presidencia estatal, en detrimento de los liberales mosqueristas. Estas prácticas corruptas, sumadas a los graves abusos de poder cometidos durante la guerra, lo llevaron a tener que huir del país. Después fue cónsul en Londres, en 1884 representante del gobierno de Colombia en París durante las reclamaciones de la Compañía del Canal de Panamá. En 1885 fue reemplazado por Baltazar Borrero, y compuso el Diccionario Ortográfico de Apellidos y de Nombres Propios de Personas, con un apéndice de nombres geográficos de Colombia. También elaboró un trabajo acerca del inglés, Apuntaciones sobre la lengua inglesa, con un apéndice sobre el argot.
Se destacó como poeta, traductor y repentista. Siendo Presidente del Estado contó con su primo Jorge Isaacs como Superintendente de Instrucción Pública.